# إريك لارسن (لاعب كرة مضرب)
إريك لارسن (بالدنماركية: Erik Larsen)‏ هو لاعب كرة مضرب دنماركي، (ولد في كوبنهاغن في الدنمارك 1880  م).

## وصلات خارجية
- إريك لارسن على موقع رابطة محترفي التنس (الإنجليزية)
- إريك لارسن على موقع الاتحاد الدولي لكرة المضرب (الإنجليزية)
- إريك لارسن على موقع أوليمبيديا (الإنجليزية)